# 牟礼村 (山口県)
牟礼村（むれそん）は、かつて山口県佐波郡に存在した村である。
1936年8月25日に周辺3町村と共に新設合併・市制施行し防府市となって消滅した。
現在は防府市の一地域となり、防府市役所牟礼出張所が置かれている。戦後の経済発展に伴い防府市内に工場の立地が相次いだことを受けて宅地開発が進んだことで地域人口が急増し、現在は牟礼地区は住宅地の広がるベッドタウンとなっている。

## 歴史
- 1889年（明治22年）4月1日 - 町村制の施行により、江泊村・牟礼村の区域をもって発足。
- 1936年（昭和11年）8月25日 - 防府町・中関町・華城村と合併して防府市が発足。同日牟礼村廃止。

## 字
- 上坂本
- 登尾
- 洗川